# Enric Torner
Enric Torner Galindo (Tordera, 14 agosto 1990) è un hockeista su pista spagnolo, attaccante del CGC Viareggio.
Campione del mondo nel 2012 e cinque volte campione d’Italia, Enric Torner è uno dei giocatori più influenti della storia dell’Hockey su pista e ha legato il suo nome principalmente alla formazione del Grande Forte, periodo d’oro dell’Hockey Club Forte dei Marmi.

## Biografia
Da sempre ha l’hobby di andare in bici e nel 2023 ha percorso tutta la Transpirenaica.

## Caratteristiche tecniche
Uomo di spogliatoio, Torner è solito organizzare il gioco e dare carica ai compagni, è anche un maestro per i più giovani e un prolifico assist-men.

## Carriera

### Giovanili
Figlio di Josep Enric Torner Corcoy, anche lui giocatore di Hockey su pista, decide di seguire le orme del padre.
Nato a Tordera, paese noto per la sua lunga di tradizione sportiva di hockey su pista, decide di entrare nelle giovanili del club di paese.
Con la squadra giovanile vince tre campionati di catalogna e due campionati spagnoli under 15 e 17.

### Gli inizi in Spagna
A 15 anni esordisce in prima squadra nella serie a spagnola, che poco dopo retrocede in seconda divisione.
Nel 2009 viene cercato dal club Igualada e Torner accetta, trasferendosi nella Comarca di Noia.
Nel primo anno con la nuova squadra arriva in semifinale di Coppa Cers.
L’anno dopo Torner si infortunia gravemente a causa di un incidente in moto e salta quasi metà stagione. Al suo rientro Torner non è nella forma migliore e viene impiegato poco dall’allenatore, quell’anno tutta la squadra non riconferma le prestazioni dell’annata passata deludendo le aspettative.

### Il trasferimento in Liga Plata
Finita la stagione Torner è deluso dallo scarso impiego e nonostante le richieste dello stesso Igualada e più squadre della serie a spagnola e italiana, fra cui il Forte dei Marmi, decide di trasferirsi al Lloret in seconda divisione spagnola.
Torner in futuro tornerà a parlare di questa sua decisione, dicendo sempre che ha voluto fare un passo indietro per ritrovarsi.
Nel primo anno al Lloret conquistano la promozione vincendo la serie b.
Nel suo secondo anno al Lloret Torner conquista assieme alla sua squadra la salvezza e il giocatore spagnolo si dimostra anche un ottimo realizzatore sotto porta, arrivando fra le prime posizioni della classifica capocannonieri del campionato.

### Prima avventura Italiana e ritorno in Spagna
Nel 2013 Torner viene cercato di nuovo dal Forte dei Marmi che voleva creare una squadra in grado di dominare in Italia e in Europa. Torner questa volta accetta l’offerta e resta per cinque anni con i rossoblù, vincendo 3 campionati Italiani, 1 Coppa Italia, 2 Supercoppe Italiane e una semifinale di Champions League, diventando uno dei protagonisti del Grande Forte e indossando la fascia da capitano fra il 2016-2018.
Dopo cinque anni in Italia Torner sente nostalgia di casa e si trasferisce al Girona.

### L’approdo definitivo in Italia
Dopo solo un anno di assenza Torner torna in Italia, nel 2019 si trasferisce quindi al Valdagno, con il quale sforna incredibili prestazioni e sembra fra i favoriti per la vittoria scudetto, ma l’arrivo del COVID-19 fa sì che l’edizione del campionato venga sospesa.
All’inizio della nuova stagione Torner viene chiamato da Gigio Bresciani dell’Amatori Wasken Lodi e lascia dunque il Valdagno per trasferirsi in Lombardia.
Torner gioca per due anni con il Lodi fra il 2020 e il 2022 e vince un altro campionato italiano e la sua seconda Coppa Italia.
Termina la sua esperienza lodigiana perché viene cercato di nuovo dal club Versiliese del Forte dei Marmi, con il quale nella stagione 2023-2024 vince il suo quinto campionato italiano e la sua terza coppa Italia e all’inizio della stagione 2024-2025, che vede molti giocatori andarsene dal club, Torner decide di restare per attaccamento alla maglia e diventa vice capitano.
In tutte le edizioni del campionato italiano a cui Torner ha preso parte è sempre arrivato nella finale scudetto.

### Nazionale
Con la nazionale spagnola vince un europeo e un mondiale, oltre ad aver vinto con le sezioni giovanili: 2 coppa Latine, 2 mondiali U-20 e un europeo U-17.

## Palmarès

### Club
- Campionato italiano: 5

Forte dei Marmi: 2013-2014, 2014-2015, 2015-2016, 2023-2024
Amatori Lodi: 2020-2021
- Coppa Italia: 3

Forte dei Marmi: 2016-2017, 2023-2024
Amatori Lodi: 2020-2021
- Supercoppa italiana: 2

Forte dei Marmi: 2014, 2017
- Ok Liga Plata: 1

Lloret: 2012

### Nazionale
- Campionato del mondo di hockey su pista: 1
- Campionati europei di hockey su pista: 1